# Mittsverige
Mittsverige eller Mittsverigeregionen är en informell region bestående av länen kring Sveriges geografiska mittpunkt. Oftast ingår åtminstone Västernorrlands län eller Jämtlands län, som framgår av exemplen nedan.
Det relaterade begreppet Mellannorrland kan definieras, exempelvis inom arkeologi, som landskapen Hälsingland, Medelpad, Ångermanland och Jämtland. Se Mellannorrland under järnåldern. Mittsverige innefattar vanligen det statistiska riksområdet Mellersta Norrland (dvs Västernorrlands län och Jämtlands län), och beroende på definition ibland även riksområdet Norra Mellansverige (Gävleborgs län, Dalarnas län och Värmlands län). Mittsverige är en delmängd i eller starkt överlappande med södra Norrland, vilket av SMHI definieras som synonymt med nedre Norrland.
Region Mitt är ett begrepp som har förekommit i en rad organisationers regionala indelning, där "Mitt" ibland har avsett Mittsverige. Exempelvis använder Trafikverket Region Mitt som ett organisatoriskt begrepp för området som består av Dalarnas, Gävleborgs, Jämtlands och Västernorrlands län. På senare år, främst sedan 2012, har emellertid allt fler myndigheter i sina distriktsorganisationer kommit att använda "Region Mitt" om Mellansverige, det vill säga Mälardalen och Bergslagen. Se exempel nedan.

## Region MittSverige – förslag till regionbildning
Region MittSverige var ett förslag till regionbildning, som Jämtlands läns landsting samt Ånge kommun och Sundsvalls kommun år 2009 ansökte om att tillhöra, och Härnösands kommun en tid också ville tillhöra. Emellertid ville övriga kommuner i Västernorrland istället tillhöra en stor Umeåcentrerad Norrlandsregion, med eller utan Jämtland. Därmed drog sig 2012 flera partier även i Jämtland och Sundsvall ur förslaget, och majoritet gick inte att uppnå för förslaget i Västernorrlands läns landsting. Bakgrunden är att den statliga ansvarskommittén år 2007 föreslog att det skulle bildas en stor Umeåcentrerad Norrlandsregion, där både Jämtlands och Västernorrlands län skulle ingå. Landstinget i Jämtlands län kallade sig Region Jämtland Härjedalen sedan 2015 och från 2020 är det det officiella namnet.

## Historisk länsindelning

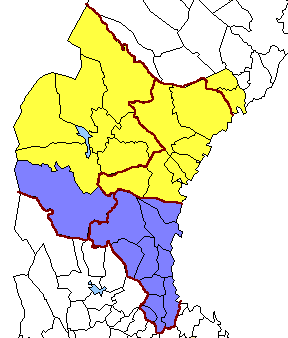
Hudiksvalls län (blått) och Härnösands län (gult) bildades 1644, i samband med erövringen av landskapen Jämtland, Härjedalen och norra Dalarna från Norge. De båda länen sammanslogs 1654 till Västernorrlands län (både gult och blått), som 1762 delades i Gävleborgs län (blått) och Västernorrlands län (gult). Jämtland och Härjedalen förenades i ett eget län, Jämtlands län, 1810. Dagens länsgränser kan ses i rött.

För regionens historiska länsindelning, se illustrationen.

## Exempel på användning av begreppet Mitt/Mittsverige
I följande användningsexempel avser "Mitt" län vid Sveriges geografiska mittpunkt:
- Handelskammaren Mittsverige (Jämtlands och Västernorrlands län)
- F.d. Midlanda (Idag Sundsvall Timrå Airport)
- Mid Sweden European Office (Västernorrlands och Jämtlands län)
- Mitthem (Sundsvalls kommun)
- Mittbanan (Genom Jämtland och Medelpad)
- Mittmedia (Gästrikland, Medelpad, Ångermanland, Jämtland, Härjedalen, Hälsingland och Dalarna)
- Mittnabotåget (Gick genom Medelpad, Jämtland och Sør-Trøndelag fylke)
- Mittnordenleden (Genom Medelpad, från Sundsvall till Borgsjö)
- Mittnordenregionen (Jämtlands och Västernorrlands län och delar av Norge och Finland)
- Mittnytt (tidigare lokala TV-nyheter gemensamma för Västernorrlands och Jämtlands län)
- Mittsverigebanan (utanför Härnösand)
- Mittuniversitetet (med verksamhet huvudsakligen i Sundsvall och Östersund)
- Mitt i naturen (TV-program som producerades av SVT Region Mitt i Sundsvall)
- Trafikverkets Region Mitt (Dalarnas, Gävleborgs, Jämtlands och Västernorrlands län).

I följande exempel avser Region Mitt istället Mellansverige:
- Arbetsmiljöverkets Region Mitt (Värmlands, Dalarnas, Gävleborgs, Örebro, Uppsala och Västmanlands län)[7]
- Arbetsförmedlingens Region Mitt (med marknadsområden Stockholm-Gotland, Norra och Södra Mälardalen samt Västra Svealand)[8]
- Försvarsmaktens Militärregion Mitt (Stockholms, Uppsala, Södermanlands, Gotlands, Västmanlands, Dalarnas och Gävleborgs län)[9]
- Kriminalvårdens Region mitt,[10] (Värmlands, Örebro, Västmanlands, Södermanlands och Uppsala län)[11]
- Skogsstyrelsens Region Mitt (Värmlands, Dalarnas, Örebro, Gävleborgs, Västmanlands, Uppsala, Stockholms, Södermanlands och Gotlands län)[12]
- Svenska Röda Korsets Region Mitt (Dalarnas, Gävleborgs, Uppsalas och Västmanlands län)[13]
- Polismyndighetens Polisregion Mitt (Gävleborgs, Uppsala och Västmanlands län)[14]